# Velika loža Nove Zelandije
Velika loža Nove Zelandije je prostozidarska velika loža na Novi Zelandiji, ki je bila ustanovljena 29. aprila 1890.
Združuje 342 lož, ki imajo skupaj 17.607 članov.